# Польти, Жорж
Жорж Польти (фр. Georges Polti; 15 декабря 1867, Провиденс, США — 1946, Париж, Франция) — французский писатель, литературовед и театровед.

## Биография
Получил медицинское образование и был соучеником знаменитого впоследствии оккультиста Папюса.
Дебютировал в печати как автор труда «Теория темпераментов» (фр. La Théorie des tempéraments), написанного в соавторстве с Эмилем Гари де Лакрозом и публиковавшегося в 1888—1889 в журнале Папюса «Инициация» (фр. L’Initiation); годом позже напечатал в том же журнале рассказ «Закон кармы». В 1895 опубликовал одну из наиболее известных своих работ — «Тридцать шесть драматических ситуаций» (фр. 36 situations dramatiques), в которой на основе анализа многочисленных драматических произведений вывел тридцать шесть типов сюжета, к которым все они могут быть сведены; эта концепция до сих пор привлекает внимание исследователей, Сесиль де Бари даже называет Польти «Проппом театра». Другая работа Польти, относящаяся к теории литературы, — книга «Искусство выдумывать персонажей» (фр. L’Art d’inventer les personnages; 1930). Кроме того, печатал различные статьи о литературе, театре и культуре в парижской периодике, опубликовал пьесу и роман, переводил с немецкого языка Новалиса и Гёте.